# SOLiVE ナイト
『SOLiVE ナイト』（ソライブ ナイト）は、ウェザーニューズ（WNI）が2012年1月9日から2017年10月31日まで放送していた気象情報番組である。
なお、ここでは2012年1月13日から同年9月改編以前に存在した、金曜日に放送されていた『SOLiVE フライデーナイト』並びに2010年4月改編以前に存在した『SOLiVE Night』についても併記する。

## 概要
2012年1月9日のSOLiVE24番組改編前は『weathernews LiVE』として放送してきた時間枠である。改編により、前述の番組は終了となり、新たに本番組を放送することとなった。
また、本番組のコンセプトは「リポートと日本一早い天気予報、そしてweathernewsの今を届ける」というものであるが、前身番組である「weathernews LiVE」とコンセプトが類似している。
当番組のタイトル・下段部のスクロール表示については、番組開始当初から新デザインならびに番組名交互表示対応となっている。グラデーションカラー表記は「SOLiVE サンセット」と同じ（フライデーナイトのみ紫と黄色）、四角枠内のデザインはコウモリと街灯（フライデーナイトはミラーボール）、当番組の文字カラーは紫色（フライデーナイトは黄色）で表記される。なお、オープニング表示はフライデーナイト放送のみ黒地色で、それ以外の放送は白地色である。
2012年1月13日放送の『SOLiVE フライデーナイト』以降全ての番組に、出演キャスターのネームテロップがレインボーカラーに変更されている。（当初はアニメーションがなかったものの、程なくしてすぐアニメーションがつくようになった。）
2012年9月24日の放送分より、「SOLiVE24」番組改編に伴い、全曜日にリニューアルを実施し金曜分も「ナイト」に統合。また出演キャスターは金曜を除き入れ替わり、全曜日が日替わり出演となる。同時にオープニングのアニメとジングルが変更された。なお、金曜日のみ同年11月16日放送分からコーナーのリニューアルが行なわれている。
2013年4月29日の放送分より、「SOLiVE24」番組改編に伴い放送時間を22時 - 25時に拡大。同時にリニューアルを実施し、同時間帯に放送されていたSOLiVE Hangout夜の部がこの番組に統合された。
2013年11月25日の「SOLiVE24」番組改編に伴い、当番組もリニューアルが行われた。
2014年1月5日の放送分より、半ばノリの形でニコニコ生放送との同時サイマル配信を行い好評だったため日曜日に限って特番以外のレギュラー放送としては初めて同時配信が行われることになった。
2014年4月7日の「SOLiVE24」番組改編に伴い、放送時間が23時 - 25時に短縮。同時にリニューアルを実施した。
2017年10月31日に番組終了。

### SOLiVE Night時代
『SOLiVE Night』（ソライブ・ナイト）は、ウェザーニューズ（WNI）が2009年4月27日から2010年4月4日まで生放送していた、気象情報番組である。
ウェザーニューズの24時間動画生放送「SOLiVE24」で配信の気象情報番組。インターネット配信のほか、BSデジタル放送（独立データ放送）910ch「ウェザーニュース」でも視聴できる。千葉県千葉市美浜区の幕張テクノガーデンB館24階にある、ウェザーニューズ・グローバルセンターのグローバル予報センター（GPEC、通称：予報センター）から生放送。通常の天気予報や解説（概況）が主体の気象情報番組と異なり、『ソラヨミ』と称する、雲の動きや体感などで現れる特定現象が、その後の天気動向にもたらす傾向を雲などの実例写真を使ってわかりやすく解説し、視聴者と共に追っていく内容が特徴。異常気象発生時、地震発生時（WNI分析で推定最大震度が3以上、もしくは不明の場合）は、放送中の内容を中断して速報体制となるほか、放送時間を延長して関連情報を伝える場合もある。
2009年9月5日から、土曜の放送時間が20時 - 22時に変更された。SOLiVE24の改編に伴い、2009年10月5日からは、全ての曜日で放送時間が21時 - 23時に統一された。2010年4月5日からの「SOLiVE24」春の改編に伴い、当番組は2010年4月4日をもって終了。同時間はSOLiVE ムーンに充てられた。

## 出演者

### 2017年4月28日現在
- 根来武志
- 福嶋貫太郎
- 森田清輝
- 宇野沢達也
- 眞家泉
- 松雪彩花（2017年1月 - ）
- 江川清音
- 山岸愛梨
- 白井ゆかり（2017年2月 - ）
- 高山奈々
- （木曜日）WEATHEROID Type A Airi
- （金曜日）井田朱音（いだっちナイト）
- （日曜日）村田泰謁（名場面・迷場面）

### 2016年4月3日まで
- （木曜日）WEATHEROID Type A Airi
- 大西暁子
- 山岸愛梨
- 江川清音
- 眞家泉
- 根来武志
- 福嶋貫太郎
- （金曜日）井田朱音（いだっちナイト）
- （日曜日）村田泰謁（名場面・迷場面）

### 2015年10月12日まで
- 根来武志
- 福嶋貫太郎
- 大西暁子
- 山岸愛梨
- 江川清音
- 眞家泉
- （木曜日）WEATHEROID Type A Airi
- （金曜日）井田朱音（いだっちナイト）
- （日曜日）村田泰謁（名場面・迷場面）

### 2015年10月11日まで
- 根来武志
- 福嶋貫太郎
- 宇野沢達也
- 木島由利香
- 山岸愛梨
- 江川清音
- 眞家泉
- 大西暁子
- （木曜日）WEATHEROID Type A Airi
- （金曜日）井田朱音（いだっちナイト）
- （日曜日）村田泰謁（名場面・迷場面）

### 2015年4月19日まで
- 根来武志
- 福嶋貫太郎
- 宇野沢達也
- 木島由利香
- 山岸愛梨
- 江川清音
- 眞家泉
- 大西暁子
- （木曜日）WEATHEROID Type A Airi
- （金曜日）井田朱音（いだっちナイト）
- （日曜日）村田泰謁（名場面・迷場面 2015年3月8日復帰）

### 2014年11月9日まで
- （月曜日）福嶋貫太郎または根来武志
- （火曜日）福嶋貫太郎または根来武志
- （水曜日）根来武志または福嶋貫太郎
- （木曜日）WEATHEROID Type A Airi
- （金曜日）井田朱音（いだっちナイト）
- （土曜日）福嶋貫太郎または根来武志
- （日曜日）根来武志または福嶋貫太郎（名場面・迷場面）

### 2014年4月6日まで
キャスター
止むを得ない事情や各種イベントへの出演などから変更される。一部コーナーを除いて原則として各曜日ごとに予め決められたテーマで進行する。土曜ナイトは、2014年3月15日に今田佐和子がSOLIVE24を卒業し、翌週3月22日放送分から新体制まで須田浩子が担当している。日曜ナイトは村田が療養のため根来および須田（2月のみ）が代理を務める。
- 江川清音、森田清輝（月曜）（ソラヨミナイト）
- 横町藍、喜田勝（火曜）（エリア47）
- 根来武志、山岸愛梨（水曜）（持ち込まナイト）
- 福嶋貫太郎、眞家泉（木曜）（ソラウタナイト）
- 宇野沢達也、井田朱音（金曜）（減災ナイト）
- 今田佐和子（土曜・2014年3月15日放送分まで）（リポート＆測るナイト）
- 村田泰謁（日曜）（企画会議、名場面迷場面ナイト）

### 2013年11月24日まで
キャスター
止むを得ない事情や各種イベントへの出演などから変更される。一部コーナーを除いて原則として各曜日ごとに予め決められたテーマで進行する。
- 福嶋貫太郎、眞家泉（月曜）（ソラウタナイト）
- 宇野沢達也（火曜）（減災ナイト）
- 横町藍（水曜）（あの町横町ナイト）
- 堀井雅世、森田清輝（木曜）（マニアック天気ナイト）
- 井田朱音（金曜）（いだっちナイト）
- 今田佐和子（土曜）（ウェザーリポートナイト）
- 村田泰謁（日曜）（企画会議・名場面迷場面ナイト）

### 2013年4月28日まで
キャスター
止むを得ない事情や各種イベント等の出演などから変更される。一部コーナーを除いて原則として各曜日ごとに予め決められたテーマで進行する。
- 横町藍（月曜）（あの町横町ナイト）
- 原田健成（火曜）（減災ナイト）
- 山岸愛梨（水曜）（天体ナイト）
- 澤田南、森田清輝（木曜）（マニアック天気ナイト）
- 井田朱音（金曜）（いだっちナイト）
- 木島由利香（土曜）（編集企画ナイト）
- 村田泰謁・澤田南（日曜）（企画会議・名場面迷場面ナイト）

### 2012年9月23日まで
キャスター
- 木島由利香（日 - 木曜）
  - 「おは天」第5期近畿版キャスターである。2010年4月2日までテレビ神奈川の「ニュース930」および「tvk NEWSハーバー」のお天気キャスターを務める。
  - 2010年4月6日から2011年2月6日まで「SOLiVE モーニング」を、2011年2月7日から2012年1月6日まで「weathernews LiVE」を、それぞれ担当し、前述の番組終了後も同時間枠でキャスター継続して務め、前番組で月 - 金曜日、本番組で日 - 木曜をそれぞれ担当する。

- 井田朱音（金曜「フライデーナイト」 ）
- 原田健成（土曜）

予報センター
2017年9月時点
- 芳野達郎
- 永井友理
- 山下裕也
- 村上ひかる

予報センター過去の出演者
- 町田修一
- 森口哲夫
- 小津慎吾
- 小池由高
- 柳博
- 宇野沢達也

- 本田竜也
- 草田あゆみ
- 喜田勝
- 森田清輝（2013年9月6日）
- 原田健成

### 過去の出演者（SOLiVE Night時代）
※いずれも2009年4月27日 - 10月4日
月曜 - 金曜
- キャスター:石田紗英子（月-水曜）、有川雅子（木・金曜）
- 解説:原田健成（隔週金曜は内藤邦裕）
- 全国の天気（以下の3名のうちいずれかが担当、キャスターが兼務する場合もあり）
  - 井上すみれ、小野英美、堀田奈津水

土曜（Saturday SOLiVE Night）
- キャスター:有川雅子（2009年9月5日-、全国の天気も兼務）
  - ※2009年8月29日までは、有川、井上すみれ、小野英美のいずれか1名がシフトで担当していた。

- 解説:本田竜也（2009年9月5日-）
  - ※2009年8月29日までは、寺尾直樹が担当

日曜（Sunday SOLiVE Night）
- キャスター:井上すみれ（2009年9月6日-、全国の天気も兼務）
  - ※2009年8月30日までは、井上、小野英美、有川雅子のいずれか1名がシフトで担当していた。

- 解説:原田健成
  - ※いずれも2009年10月5日 - 2010年4月4日

キャスター
- 石田紗英子（月曜・水曜・金曜）
- 有川雅子（火曜・土曜）
- 井上すみれ（木曜）
- 西川里美（日曜）

解説
- 原田健成（月曜-木曜、日曜）
- 本田竜也（金曜、土曜）

## 放送時間の変遷
| 期間                          | 放送時間                    |
| ----------------------------- | --------------------------- |
| 2012年1月9日 - 2013年4月28日  | 月曜日-日曜日 23:00 - 25:00 |
| 2013年4月29日 - 2014年4月6日  | 月曜日-日曜日 22:00 - 25:00 |
| 2014年4月7日 - 2017年10月31日 | 月曜日-日曜日 23:00 - 25:00 |

| 期間                          | 放送時間                                         |
| ----------------------------- | ------------------------------------------------ |
| 2009年4月27日 - 2009年10月2日 | 月曜日-金曜日 22:00 - 0:00／日曜日 18:00 - 20:00 |
| 2009年5月2日 - 2009年8月29日  | 土曜日 18:00 - 20:00                             |
| 2009年9月5日 - 2009年10月3日  | 土曜日 20:00 - 22:00                             |
| 2009年10月5日 - 2010年4月4日  | 月曜日-日曜日 21:00 - 23:00                      |

### 放送に関する備考
ここでは、現在の「SOLiVE ナイト」に関する備考を記述。
- 2012年3月12日は、減災ウィークの一環として『減災特集 減災の未来を考える』と題し、通常放送しているソラスタからの進行ではなくクロマキースタジオから生放送を行なった[注釈 12]。そのため、通常月曜日に実施されているコーナーは全て取りやめとなった。
- 2012年4月27日は、SOLiVE24放送開始3周年記念特別番組と題し、一部番組内容を変更して放送された。
- 2012年6月19日は、台風4号の接近・上陸に伴い、前番組『SOLiVE ムーン』のM3体制を引き継ぎ、予定していたコーナーを全休止の上で放送された。
- 2012年9月24日以降、SOLiVE24の改編に伴い大幅なリニューアルを実施。全曜日替わりの内容になる。
- 2012年9月30日は、台風17号の接近・上陸に伴い、同年6月19日と同様な措置で放送された。
- 2012年12月24日は、「クリスマスプレゼント大抽選会」放送のため、予報センターからの最新天気情報を除き通常コーナーは全て休止となった[注釈 13]。
- 2012年12月29日は、同年7日に東京都港区六本木のニコファーレで行なわれた『ソラトモパーティー2012』の振り返りを放送したため、通常土曜日に放送される木島担当の動画編集コーナーは休止となった[注釈 14]。
- 2012年12月31日は、『2012年末特番 2012年 最後まで思う存分繋がり納めスペシャル 第2部』を22時 - 25時まで放送したため、当番組は休止となった[注釈 15]。
- 2013年1月1日は、『元旦スペシャルナイト』を22時 - 24時に放送したため、当番組は休止となった[注釈 16]。
- 2013年3月10日は、北海道および東北方面で暴風および猛吹雪などの荒天により、前番組『SOLiVE Hangout』を行なった関係で、月曜日 - 土曜日の時と同じ23時 - 25時で放送された。
- 2013年12月17日･18日･19日は、『SOLiVE24ソラウタ全国ツアー』の出演者の関係で、水曜日の持ち込まナイトが木曜日に、木曜日のソラウタナイトが火曜日に、火曜日日のエリア47が木曜日に放送枠を交換。
- 2013年12月31日は、『2013年末特番 2013年 最後まで思う存分繋がり納めスペシャル 第2部』を22時 - 24時20分まで放送したため、当番組は休止となった。
- 2015年12月31日は、『2015年末特番 2015年 まるっと１年振り返りスペシャル 第3部』を23時 - 24時15分まで放送したため、当番組は休止となった。
- 2016年1月1日は、通常番組内で、weathernews SpecialLiVEを放送したため、当番組は休止となった。

## 番組構成、主なコーナー

### 2016年12月6日以降の内容
2016年12月6日放送にて、番組コーナーの一部改編、刷新、曜日のコンセプト固定化が発表された。月曜が「GAME NIGHT」、火曜が「語らナイト」、水曜が「お絵かきナイト」と、それぞれ割り振られた。土曜については模索中である事も発表された。なお、木曜は「ウェザロナイト」金曜は「金曜ナイト」、日曜は「日曜ナイト」のままとなる。

### 2012年11月16日
番組の内容によっては、冒頭にてソラチャット・番組参加者にアンケートをするソラボタンが実施されるが、コーナーとしては組み込まれていない（開票等は、ある程度の時間を通して実施の後に締め切られ、番組中に発表する）。
深夜の予報check（23時50分頃、曜日共通）
このコーナーは“日本一遅い天気予報 ” 及び“日本一早い天気予報 ”と言うキャッチコピーのもと、予報センターへつなぎ気象予報解析システムソフトを用いて、解説を進行していく。
Today's Global Reports（曜日共通）
2012年8月より新たに導入された曜日共通コーナーで、「深夜の予報check」と一緒に進行していく。『Today』とタイトルはつくが、正確には日付が変わる前である前日（日本時間基準）に海外から送られてきたウェザーリポートからピックアップして紹介する。その後、予報センターへつないで、海外の天気を見ていく。
FROM ○○○（曜日共通、24時台後半の終盤）
各出演キャスターがボードを記述し、その内容をフリートークする。時間の関係で休止されることもある。

### 過去のコーナー（SOLiVE Night時代）
月曜 - 金曜
- 22:00- 天気概況
  - この部分のみ、同社サイトで動画配信される

- 22:05頃- あすのソラヨミ
  - エリア別の空の読み方と、主要地点のお天気ストーリー（1日の天気動向予測）を解説する。

- 22:20頃- 今日の写真館
  - 寄せられたウェザーリポートの中から全国各地の画像・動画を紹介、キャスターは別デスクに移動。

- 22:21頃- 10分天気予報解説
  - WNI運営の携帯電話各社公式サイトから寄せられた、投稿者周辺の天気の報告をもとに、目先の天気の変化を担当予報士が解説。

- 22:25頃- 全国の天気
- 22:30- 今日のトピックス
  - きょうの天気動向から、特徴的な事項を拾って紹介

- 22:50頃- 今日の写真館
- 22:51頃- 天気マーク製作所
  - ウェザーリポートなどにより、予報の天気マークを変更することになった（変更する可能性のある）地点の気象動向を紹介

- 22:55頃- 全国の天気
- 23:00- お天気マーケット
  - WNIの法人向け専門気象部門の担当者が日替わりで登場。各部署の取り組みなどを紹介する。

- 23:14頃- 今日の写真館
- 23:15頃- 天気図解説
  - 最新の天気図から目先明日までの予想天気図、並びに週間予想天気図で、天気図の見方と天気の流れを担当予報士が解説。

- 23:17頃- じっくり週間予報
  - 週間の天気マークと、各ブロックごとの体感の変化の予想を季節ストーリーとして解説する。

- 23:25頃- 全国の天気
- 23:30- フリーゾーン
- 23:40頃- きょうのソラヨミ
- 23:48頃- 今日の写真館
- 23:49頃- 10分天気予報解説
- 23:53頃- 全国の天気

土曜・日曜

### 過去のコーナー（SOLiVE ナイト時代）
SAKULiVE（2012年シーズン、3月28日 - 5月）
「さくらプロジェクト」シーズン限定企画。全国のウェザーリポーターから寄せられた桜開花状況などのリポートをキャスターがクロマキースタジオでリポートを読み上げ、それをもとに予報センター側で桜の開花状況・満開の見頃・桜吹雪の時期などの解説を実施。なお、毎週金曜に限り、24時を過ぎた直後からの放送となっていた。

## ゲスト
| 放送日         | ゲスト             | 特記事項 |
| -------------- | ------------------ | -------- |
| 2012年2月22日  | 中嶋ユキノ         |          |
| 2012年3月13日  | Sin・中嶋ユキノ    |          |
| 2012年3月29日  | ザ・ラジオカセッツ |          |
| 2012年4月26日  | ザ・ラジオカセッツ |          |
| 2013年10月28日 | 見田村千晴         |          |
| 2013年11月1日  | Sin・中嶋ユキノ    |          |
| 2015年1月28日  | 石井里佳           |          |
| 2016年10月7日  | シェアー           |          |